# Astrocystis mirabilis
Astrocystis mirabilis är en svampart som beskrevs av Berk. & Broome 1875. Astrocystis mirabilis ingår i släktet Astrocystis och familjen kolkärnsvampar.   Inga underarter finns listade i Catalogue of Life.